# Rhytismatales
De Rhytismatales vormen een orde van de klasse der Leotiomycetes, behorend tot de subklasse Leotiomycetidae.

## Taxonomie
- Orde: Phacidiales
  - Familie: Ascodichaenaceae
  - Familie: Cudoniaceae
  - Familie: Rhytismataceae

De volgende geslachten zijn incertae sedis geplaatst:
- Apiodiscus – Bonanseja – Didymascus – Fuligomyces – Haplophyse – Irydyonia – Laquearia – Ocotomyces – Pseudotrochila